# Marzio (Italia)
Marzio (Màac in dialetto varesotto) è un comune italiano di 311 abitanti della provincia di Varese in Lombardia.
Il paese, situato fra la Valganna e la Valceresio, era attraversato dalla Frontiera Nord, il sistema difensivo italiano verso la Svizzera, impropriamente noto come Linea Cadorna, di cui ancora oggi si possono visitare diversi manufatti.
Vanta la sede comunale a più alta quota (728 metri s.l.m.) della provincia di appartenenza.

## Storia

### Simboli
Fino al 2018 il comune utilizzava uno stemma e un gonfalone concessi con D.P.R. dell'11 maggio 2009.
Stemma di azzurro, allo scoiattolo seduto, d'oro, allumato di rosso, con le zampe anteriori unite alla bocca, sostenuto dalla pianura di verde.
Il gonfalone era un drappo di giallo con la bordatura di azzurro.
L'araldica civica è stata poi modificata con decreto del presidente della Repubblica del 15 gennaio 2018.
Il gonfalone è un drappo partito di azzurro e di rosso.

Stemma fino al 2018
Gonfalone fino al 2018

## Società

### Evoluzione demografica
- 186 nel 1751
- 178 nel 1805
- annessione a Brusimpiano nel 1809
- 142 nel 1853

Abitanti censiti

## Galleria d'immagini

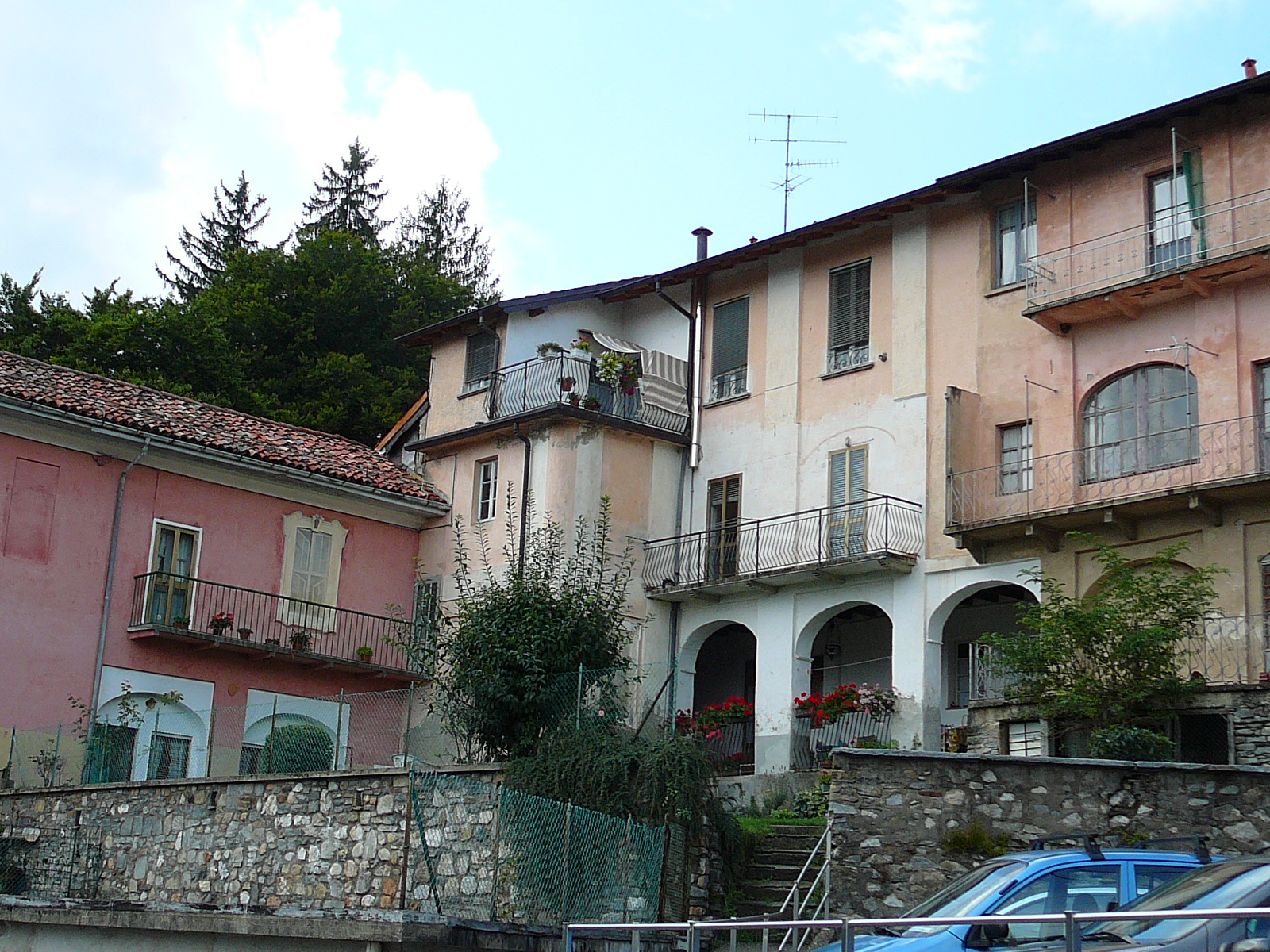
Scorcio
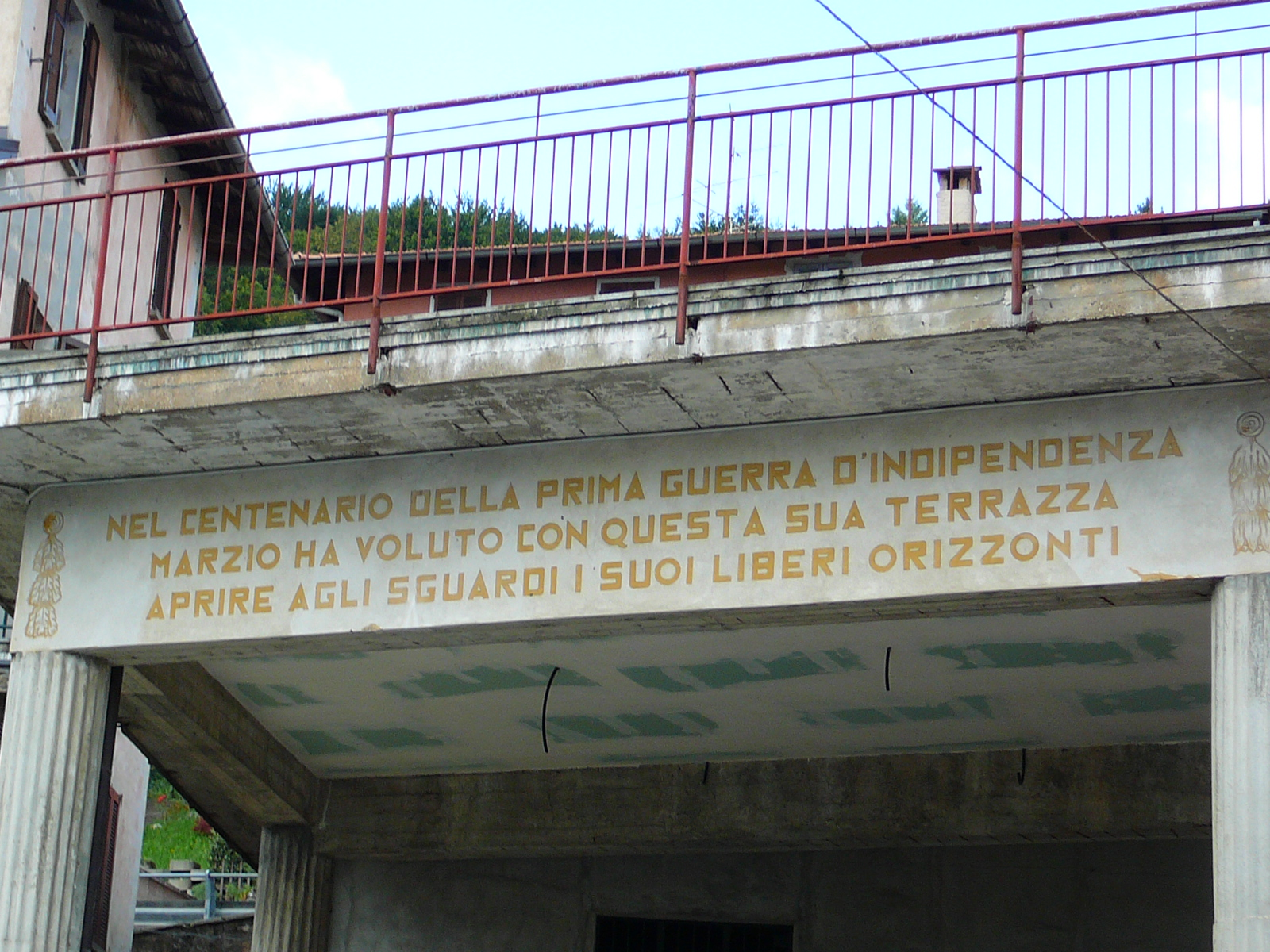
Terrazza panoramica per ricordare il centenario della prima guerra di indipendenza
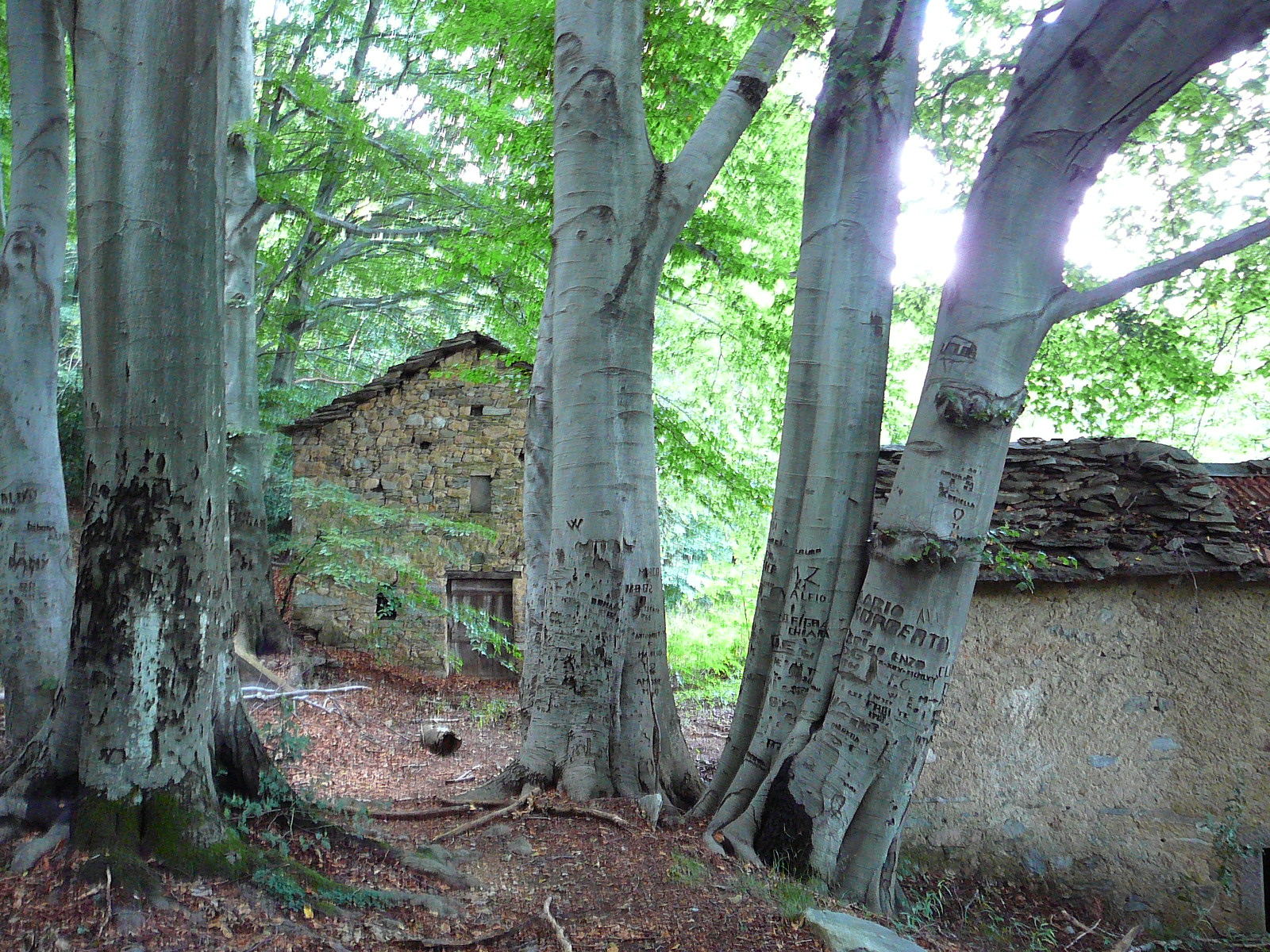
Alpe Boscaccio